# Aglais io
La vanessa Io o occhio di pavone (Aglais io Linnaeus, 1758) è una ben nota e colorata farfalla della famiglia Nymphalidae, abitante delle zone temperate dell'Europa e dell'Asia.
Il suo epiteto specifico fa riferimento a Io, sacerdotessa di Giunone dalla leggendaria bellezza.

## Descrizione

### Adulto
Ha una apertura alare sino a 60–70 mm. La superficie dorsale delle ali è di colore rosso mattone con bordi tendenti al brunastro. Gli angoli sono ornati da quattro vistose macchie variopinte a forma di occhio. Queste macchie, dette ocelli, hanno una funzione protettiva contro i predatori. La superficie ventrale è invece di un colore bruno-nerastro che ne facilita il mimetismo.

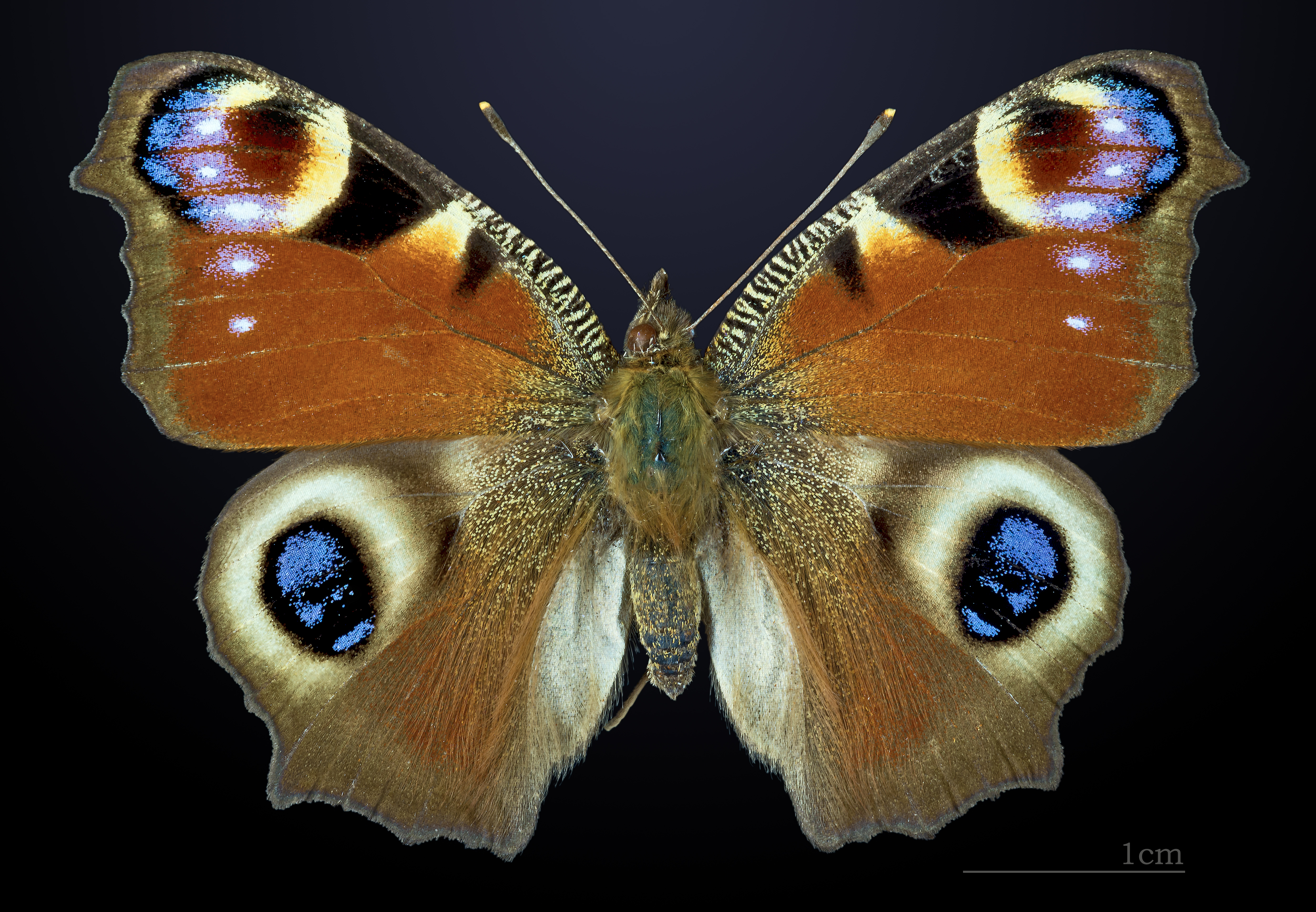
Visione dorsale
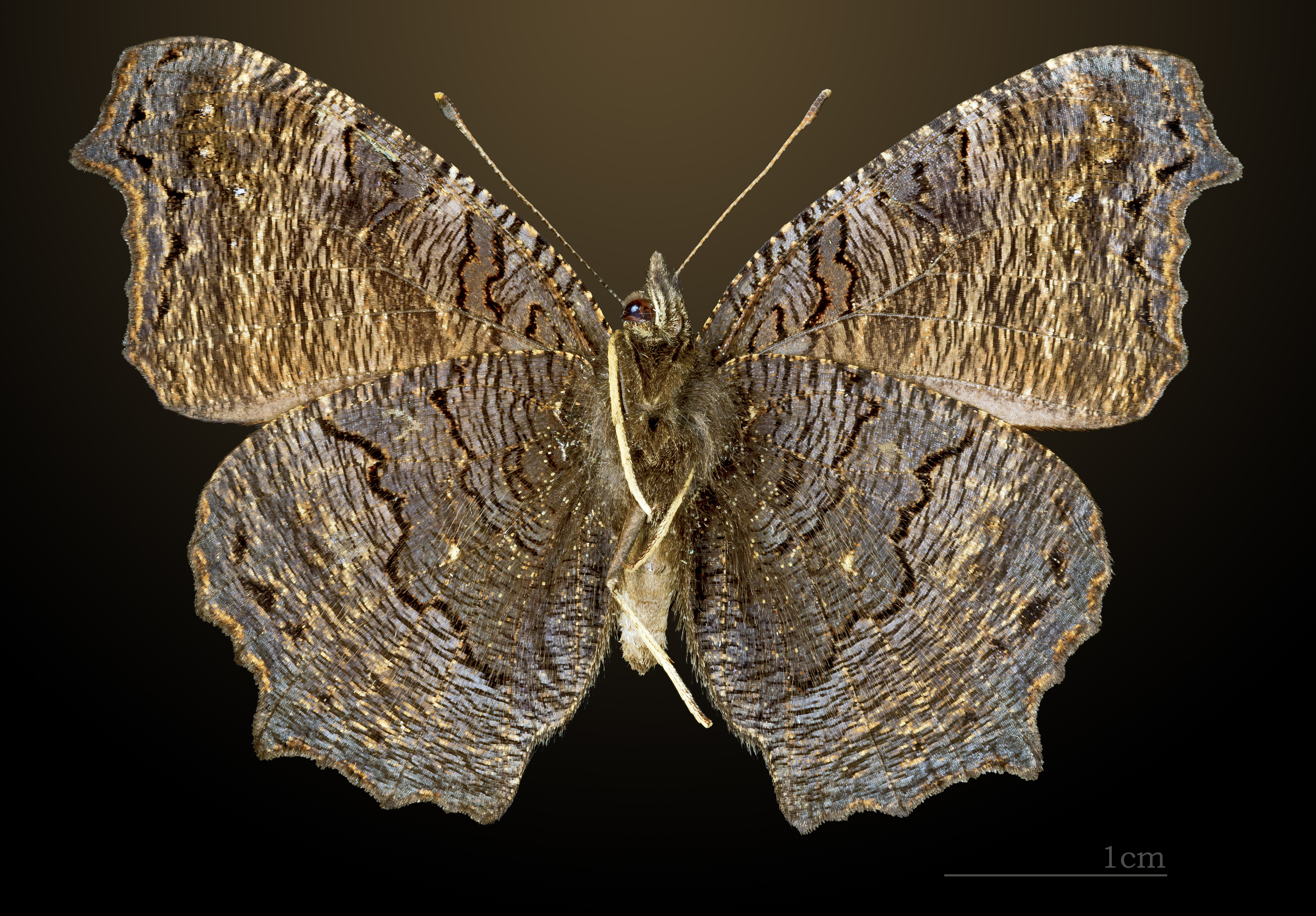
Visione ventrale

### Larva
Il bruco è di colore nero brillante, con una serie di puntini bianchi su ogni segmento e fornito di sei file di aculei dorsali.

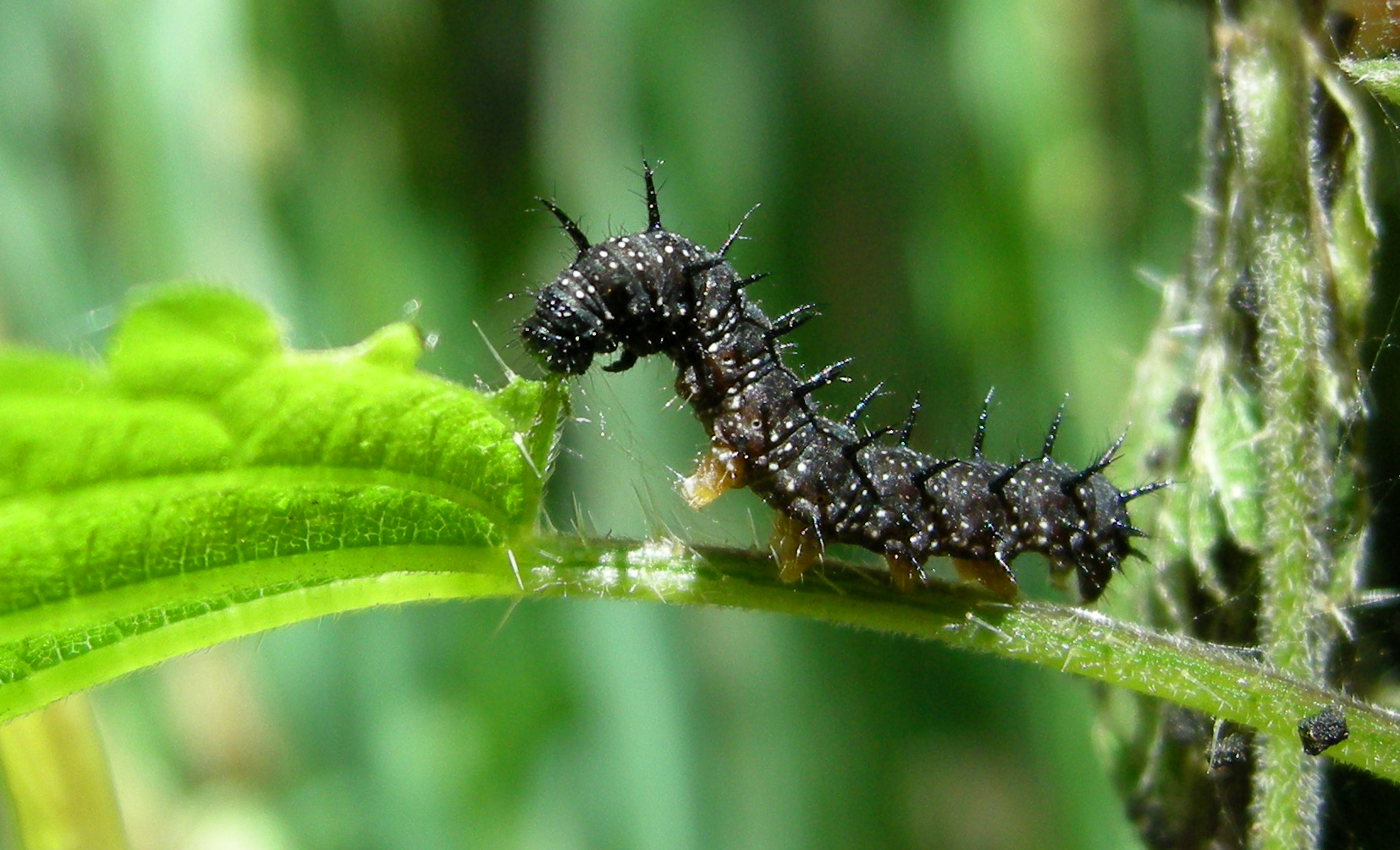
Bruco

### Pupa
La crisalide è obtecta (con appendici articolari legate intimamente al corpo, talvolta non distinguibili) e sospesa (rimane fissata ad una superficie grazie ad un peduncolo localizzato nella zona terminale dell'addome). La colorazione è nocciola con puntinature nere.

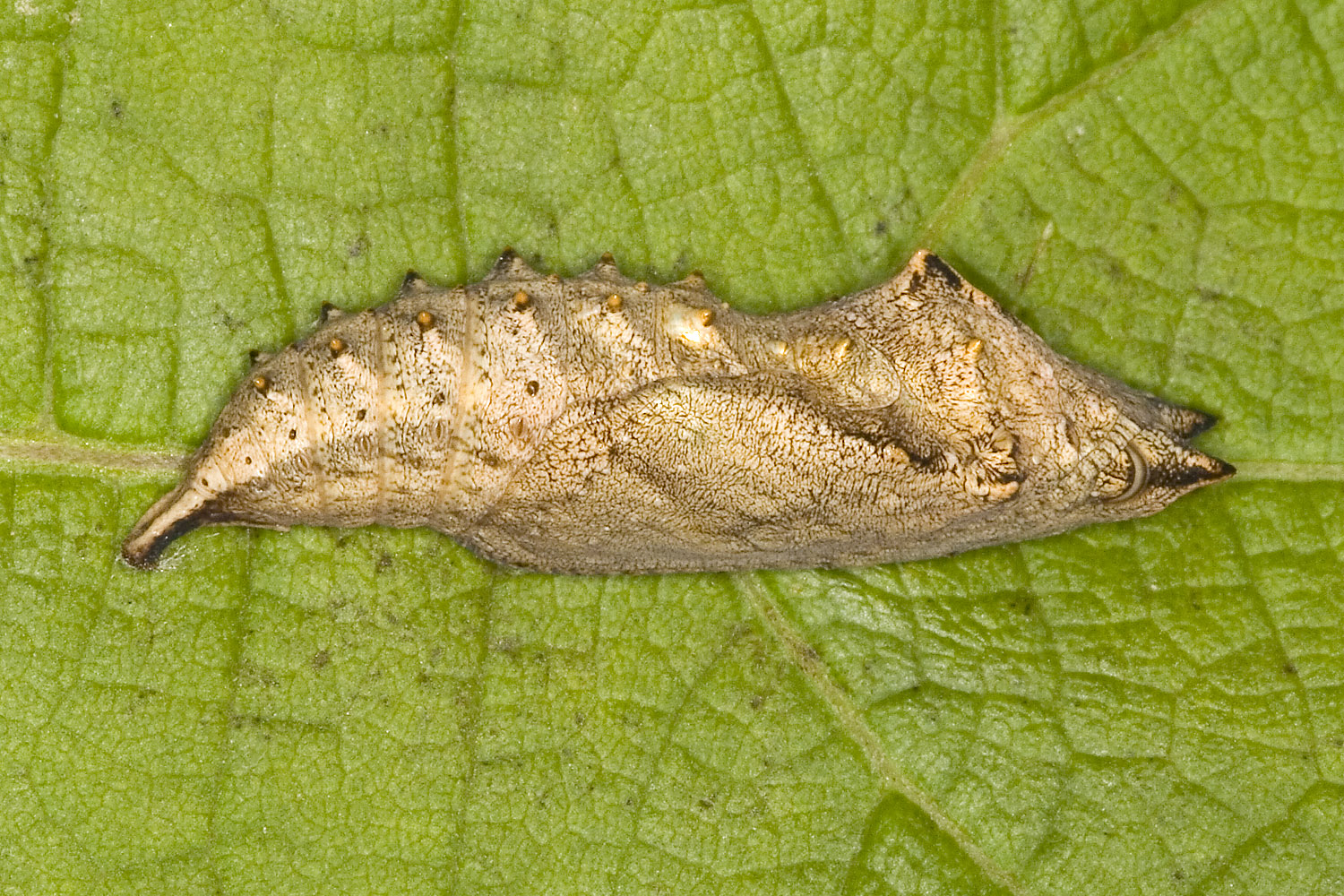
Crisalide

## Biologia

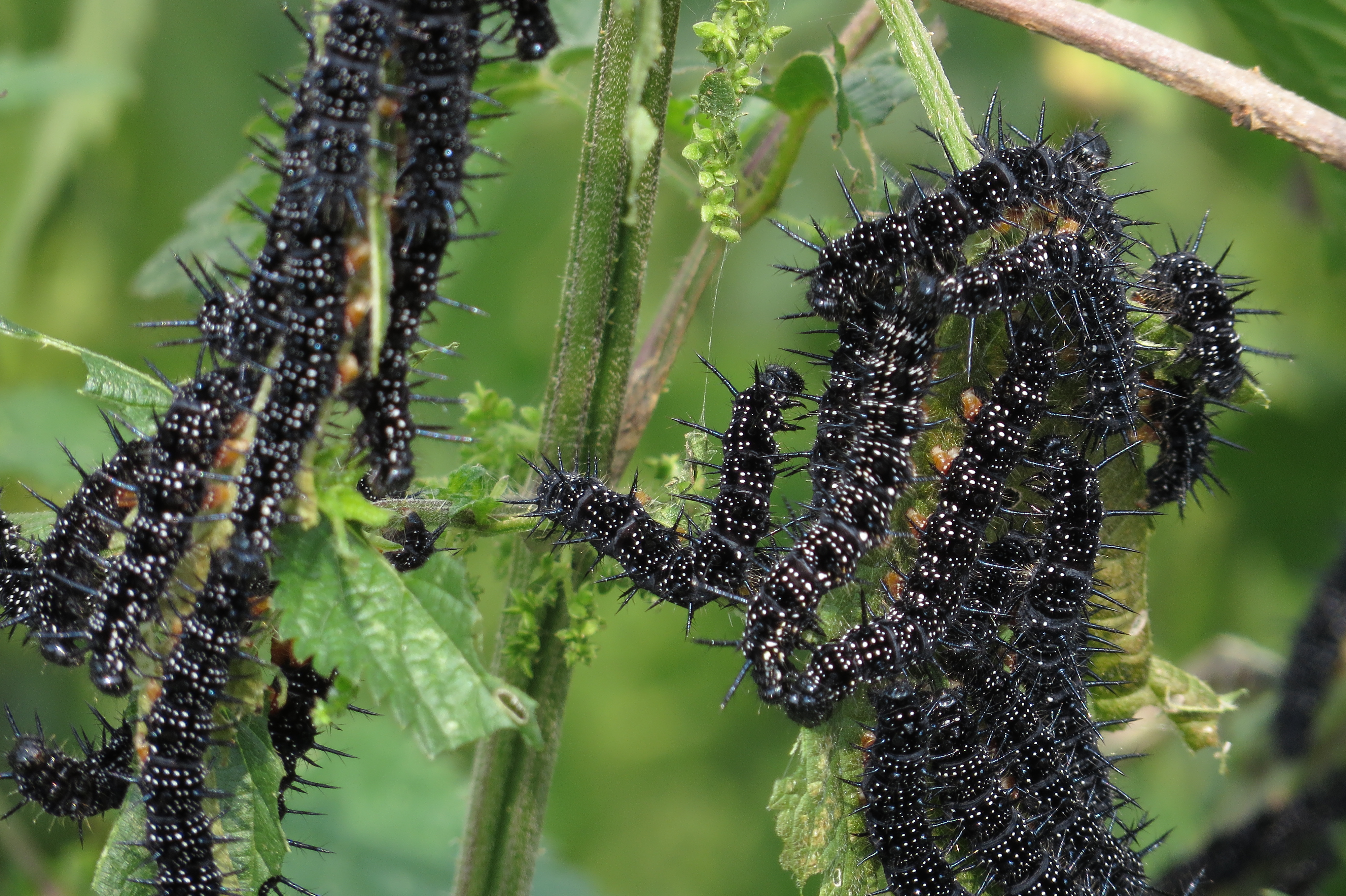
Bruchi di Aglais io che si alimentano di foglie di ortica.

Questa farfalla sverna in letargo prima di deporre gruppi di oltre 500 uova alla volta, ad inizio primavera. I bruchi nascono dopo circa una settimana e si nutrono di ortiche e luppolo. Trascorrono gran parte del loro sviluppo in comunità numerose; diventano solitari solo nell'ultima fase di accrescimento, prima dell'incrisalidamento. Lo sfarfallamento avviene tra giugno e luglio. Gli esemplari adulti succhiano il nettare da una vasta varietà di piante fiorite quali buddleja, salici, tarassaco, maggiorana selvatica, sambuco, canapa acquatica e trifoglio; non disdegna la linfa degli alberi e la frutta marcia.

## Distribuzione e habitat
La vanessa è diffusa nelle zone temperate di Europa e Asia, fino al Giappone. In Italia è abbastanza comune in quasi tutte le regioni: può incontrarsi in boschi, campi, prati, pascoli, parchi e giardini, dalla pianura sino ai 2500 metri.

## Galleria d'immagini

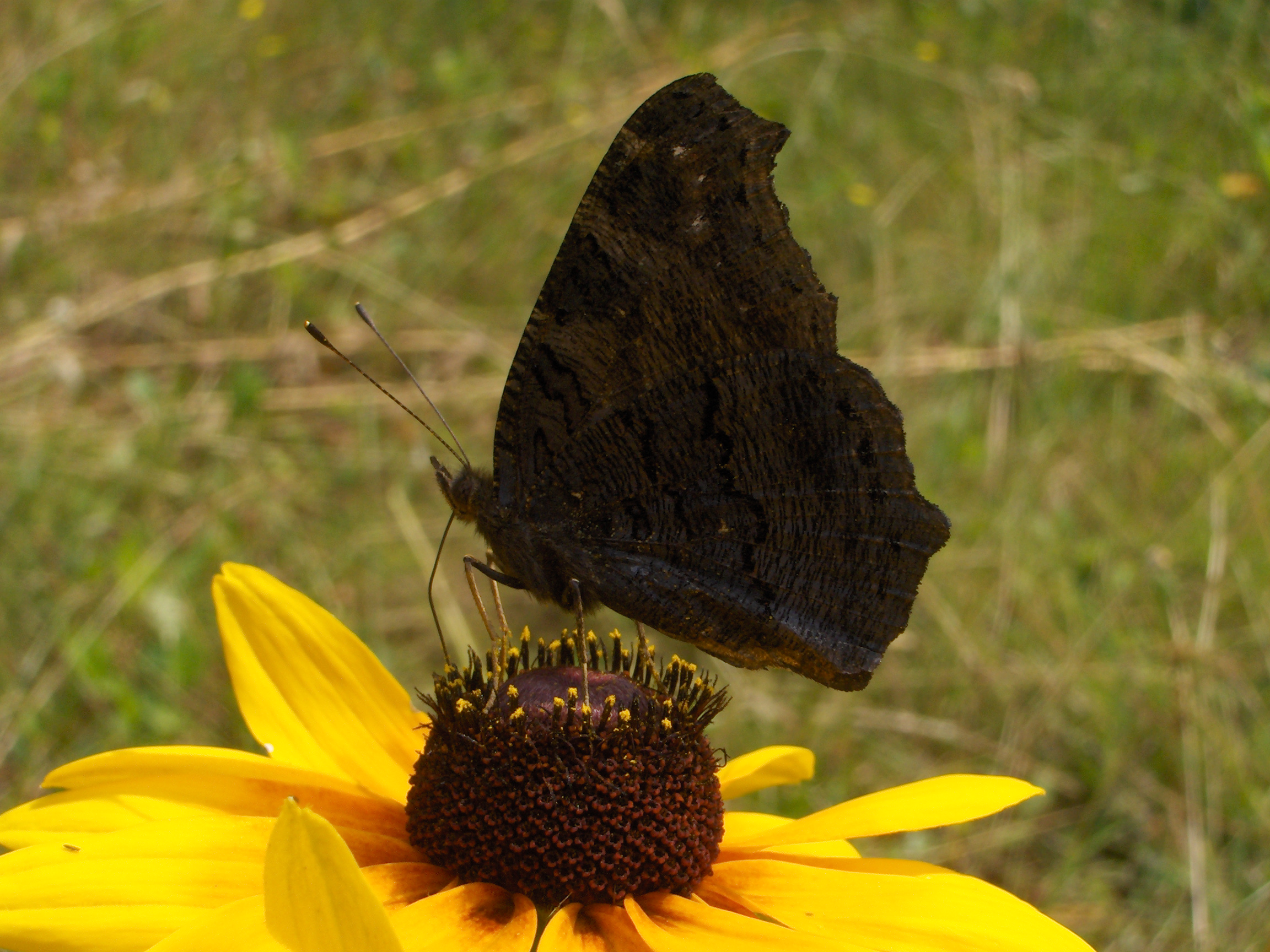
Spiritromba estroflessa.
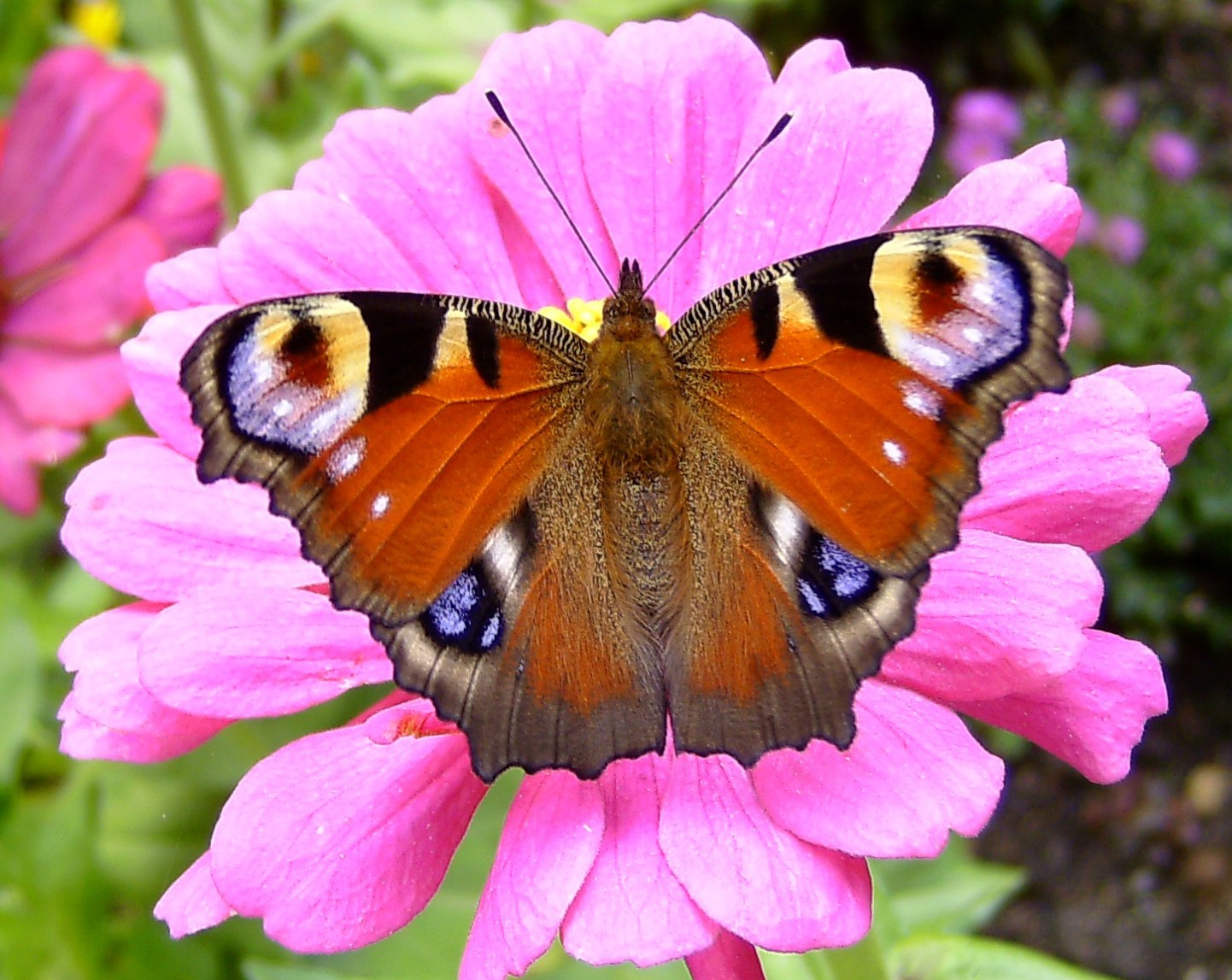
Esemplare su Zinnia
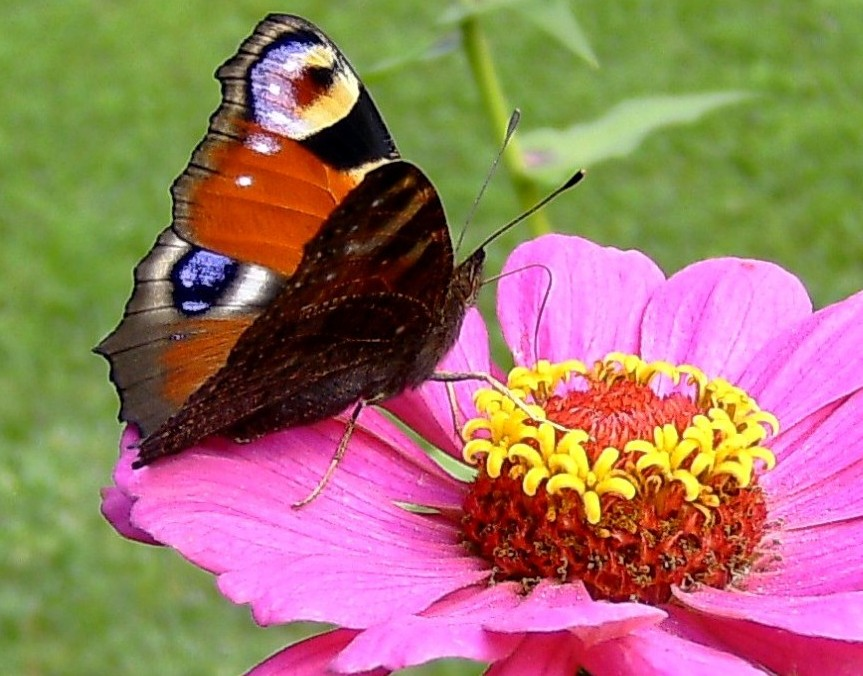
Esemplare su Zinnia
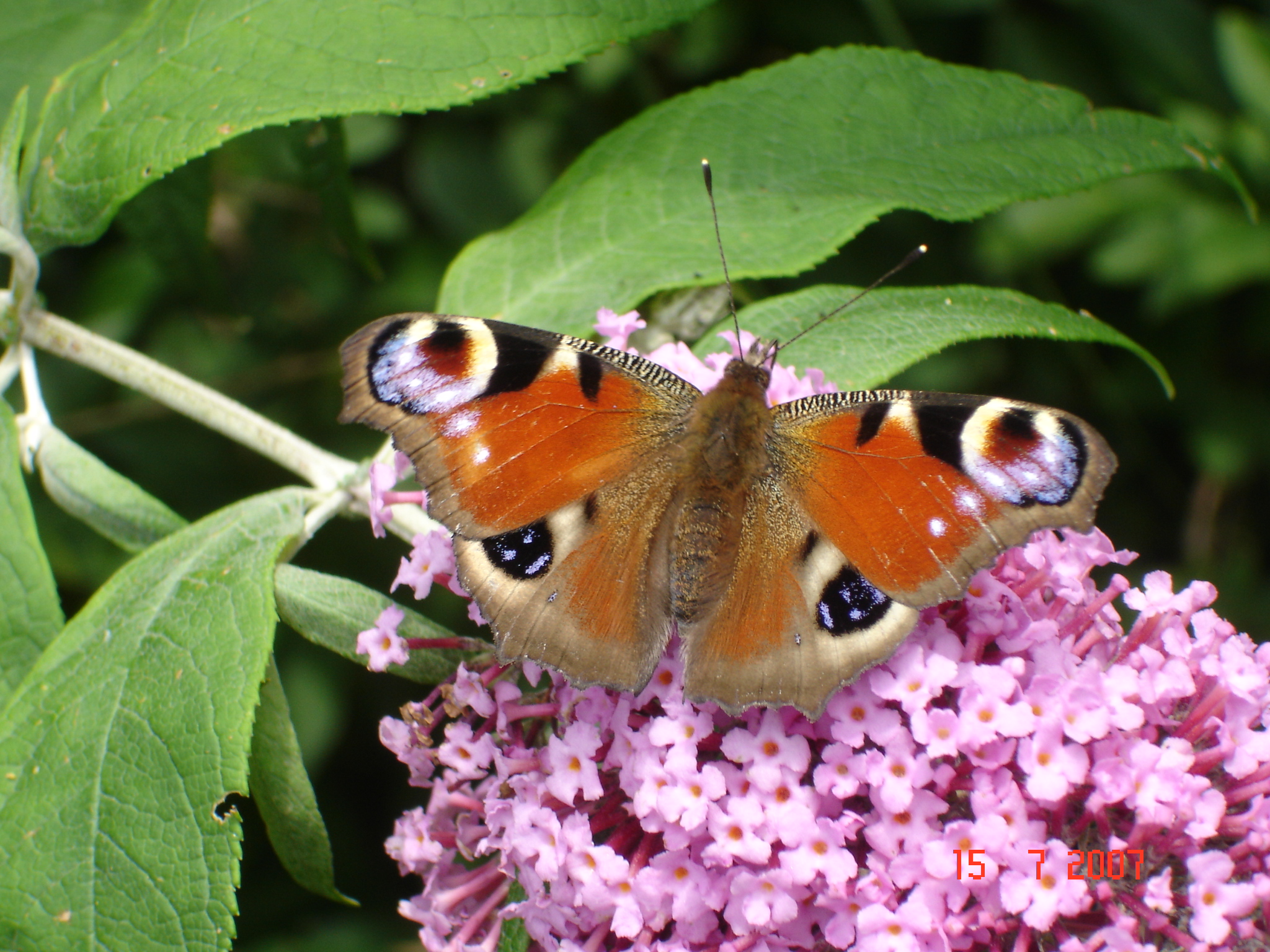
Esemplare su Buddleja sp.
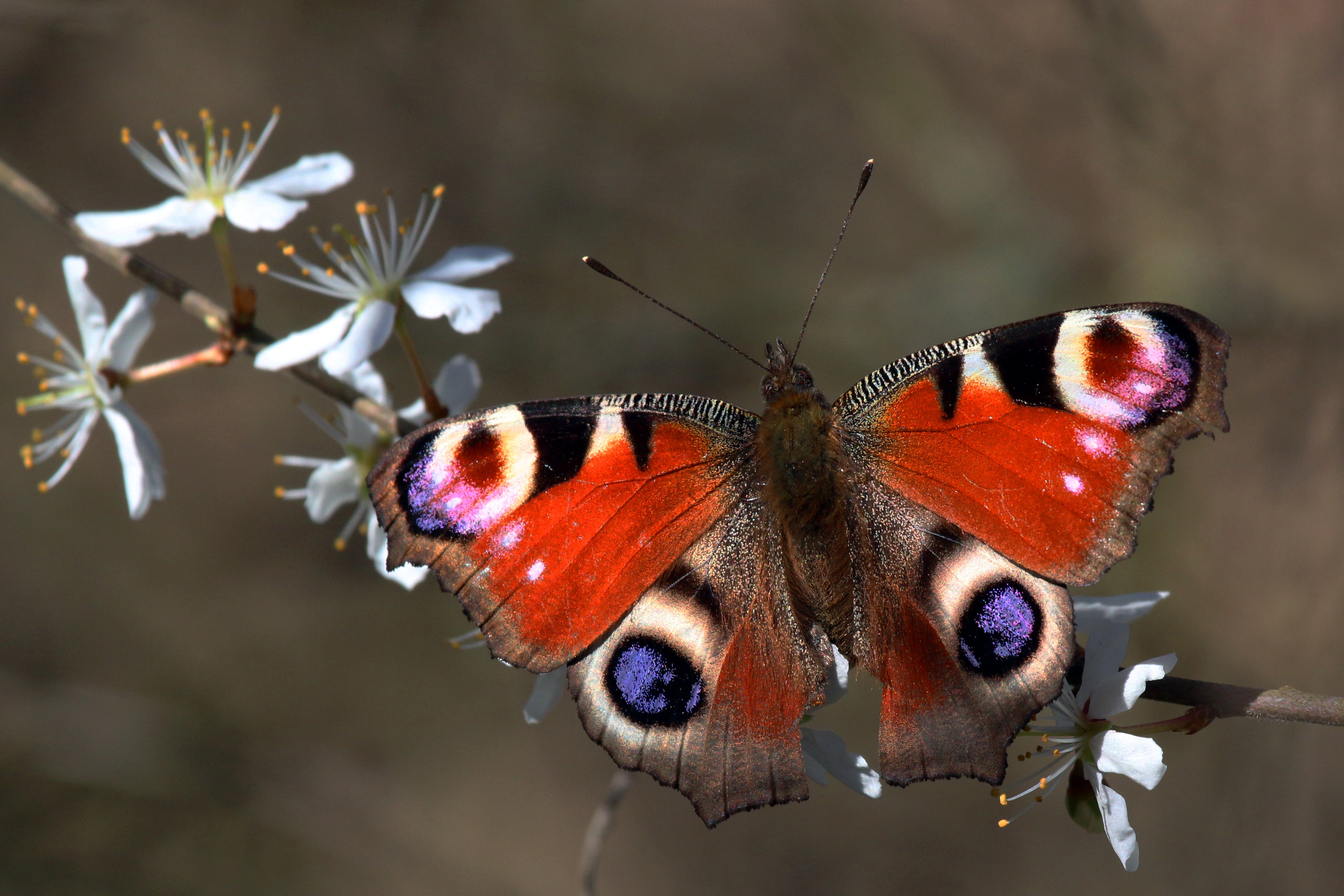
Esemplare su prugnolo selvatico.
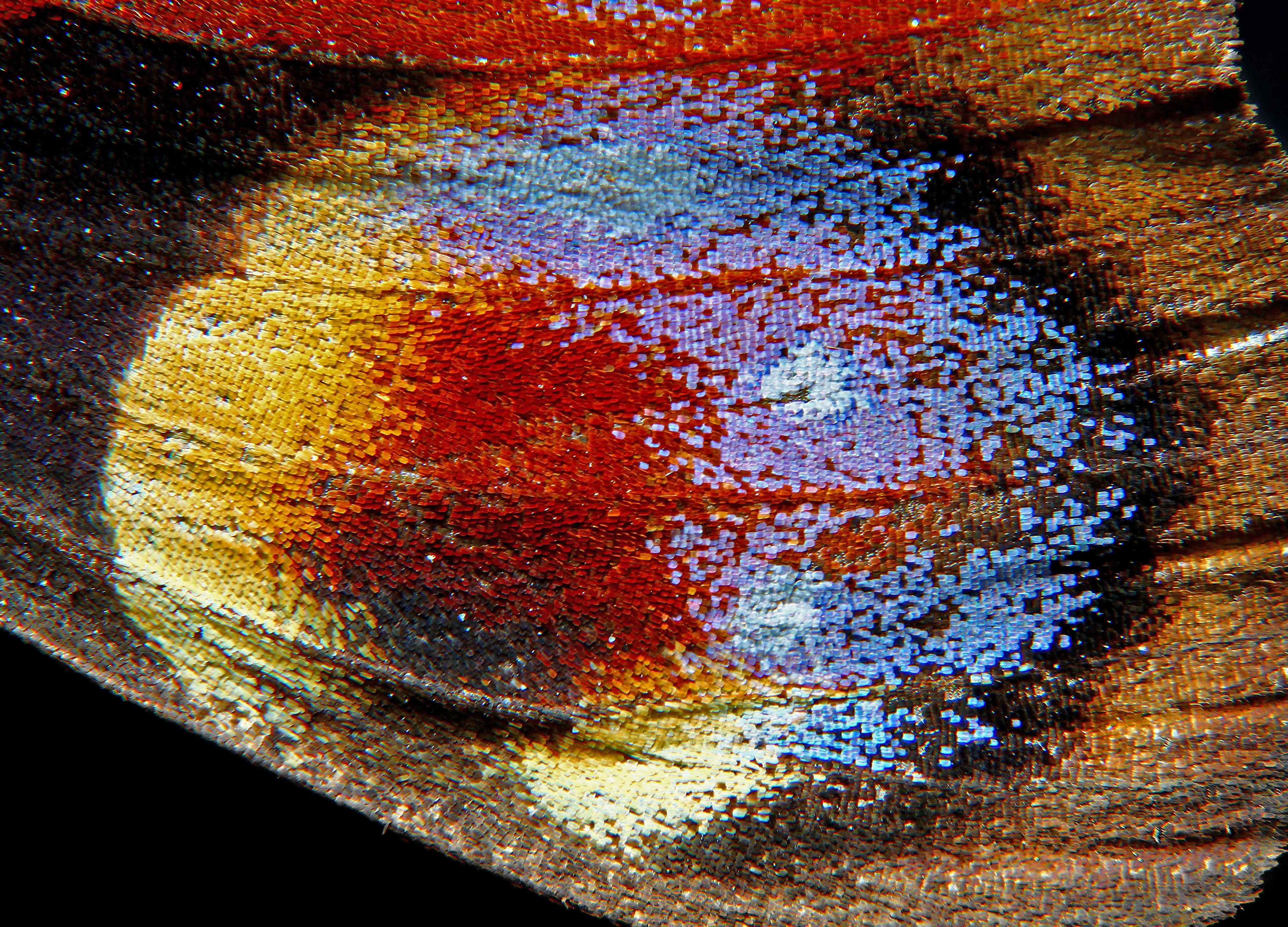
Dettaglio dell'ocello
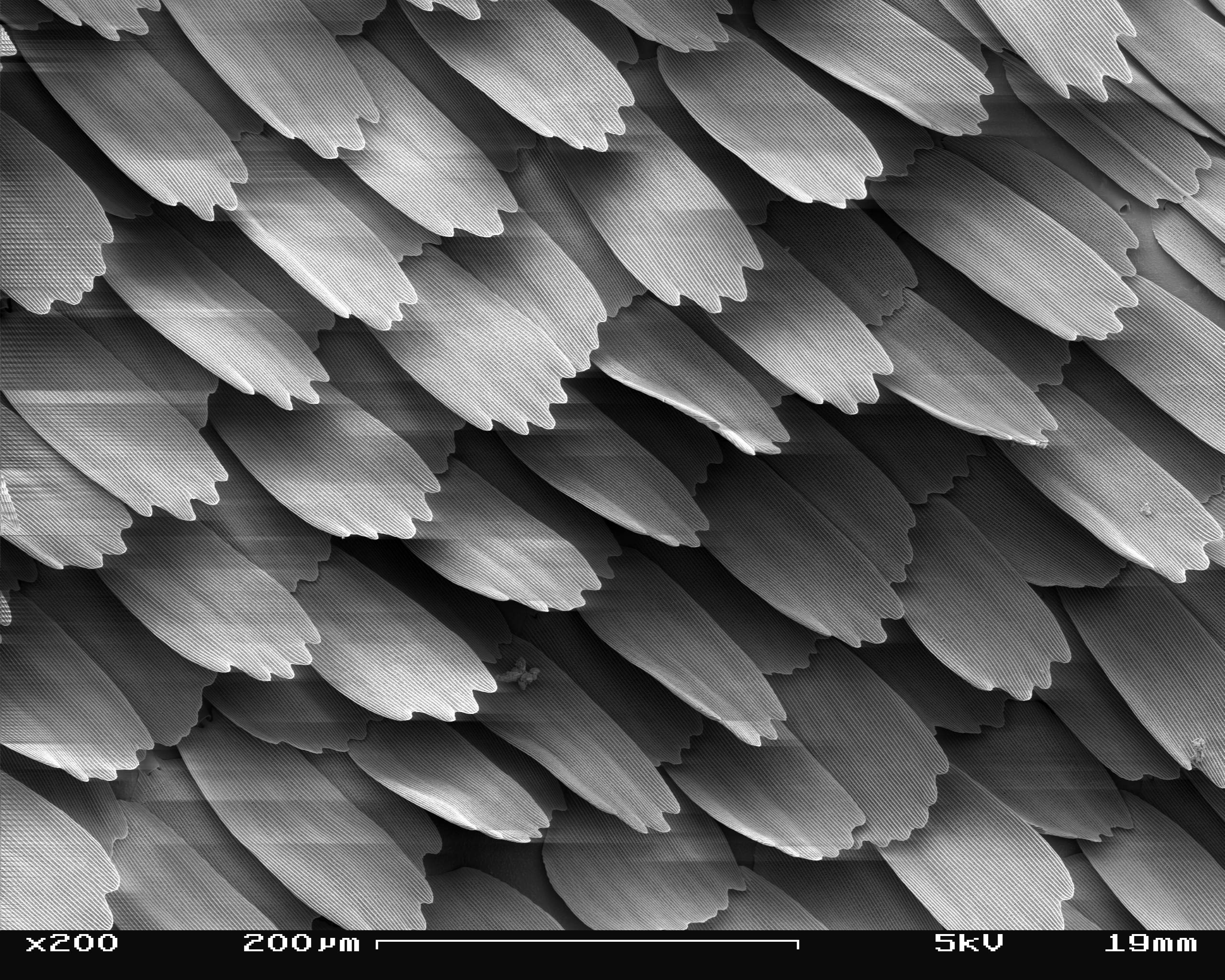
Scaglie sulle ali viste al microscopio
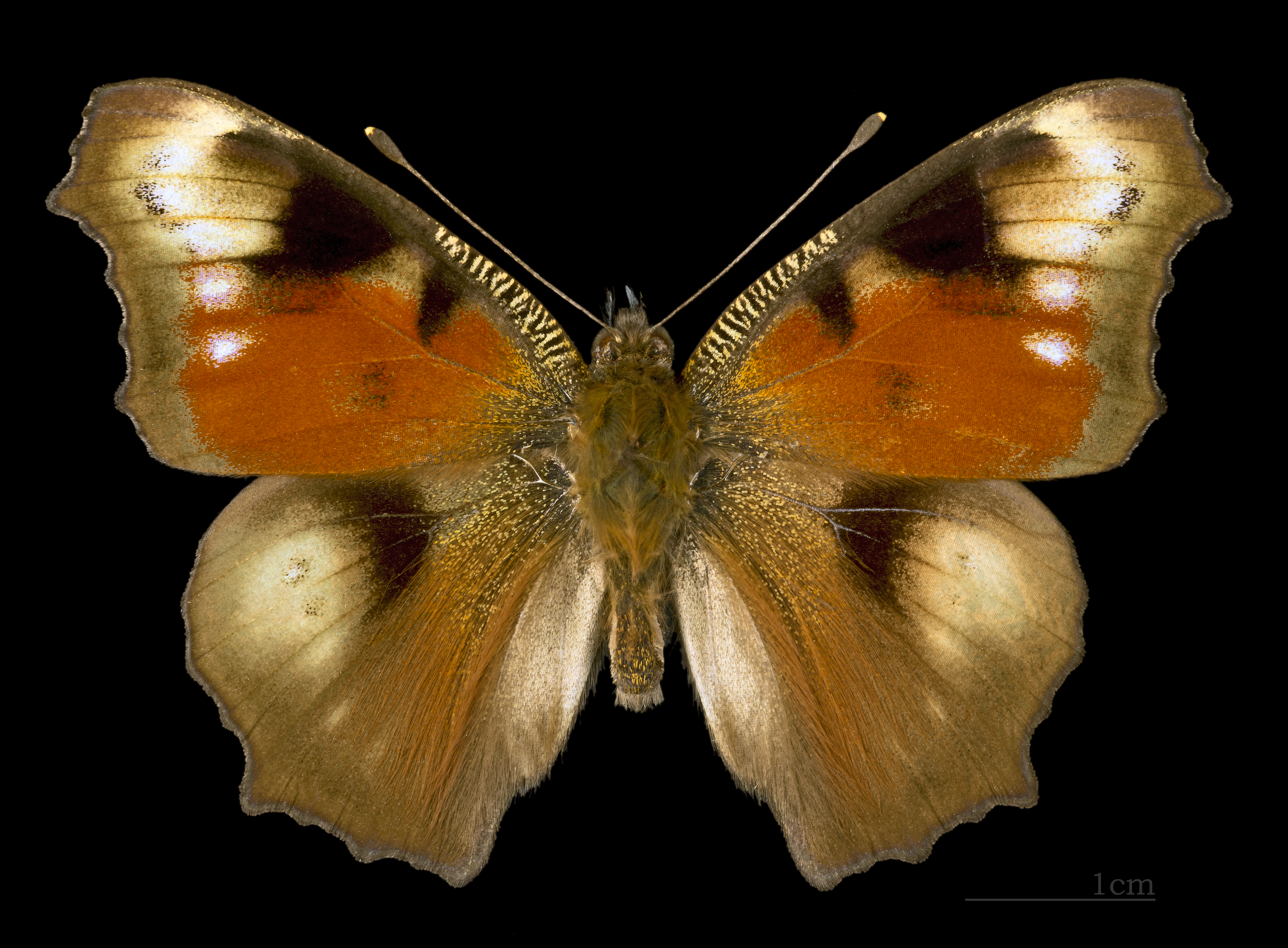
Forma acromatica di ocelli
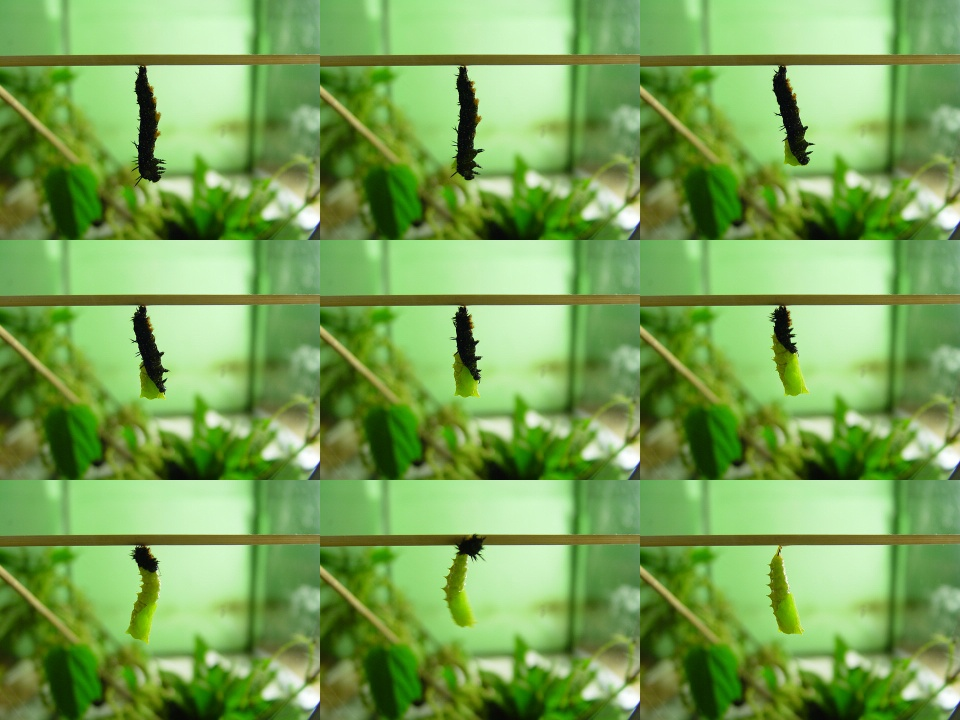
Fasi dell' incrisalidimento
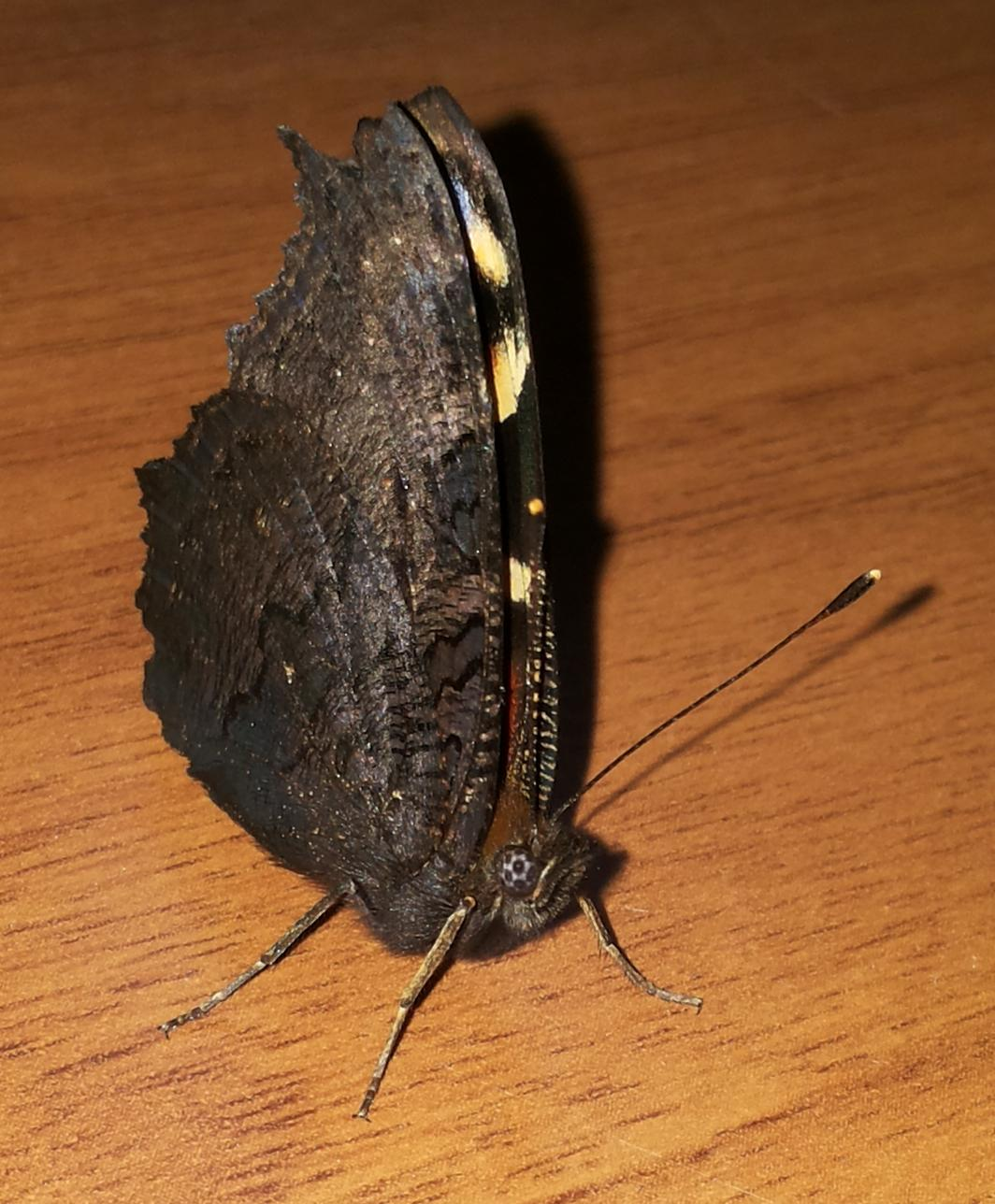
Esemplare adulto, particolare dell'occhio